# 프롯
프롯(Frot)은 두 남성간에 하는 비삽입성교의 성교 체위 중 하나로, 서로의 음경을 비비며 프렌치키스를 하는 것이다. 이성과 같은 행동으로 할 수 있으며 상대방의 동의 없이 강제로 프롯을 하면 임신이 되지 않아서 강제 추행이 된다.

## 같이 보기
- 사타구니 성교
- 성교 체위